# Szczuczyn
Szczuczynⓘ é um município no nordeste da Polônia. Pertence à voivodia da Podláquia, no condado de Grajewo localizado a cerca de 50 km a nordeste de Łomża. É a sede da comuna urbano-rural de Szczuczyn.
Nos anos 1975–1998 a cidade pertenceu administrativamente à voivodia de Łomża. O Wissa, um pequeno rio, afluente do rio Biebrza, atravessa o município. Szczuczyn é um centro de serviços e possui pequenas indústrias: alimentícia, couro e cerâmica.
Szczuczyn está situado na antiga terra de Wisła na histórica Mazóvia, em uma área que no início da Idade Média fazia parte de Jaćwieży habitada pela tribo báltica dos polekszanos. Obteve o foral de cidade em 1692.
Estende-se por uma área de 13,2 km², com 3 123 habitantes, segundo o censo de 31 de dezembro de 2024, com uma densidade populacional de 236 hab./km².

## História

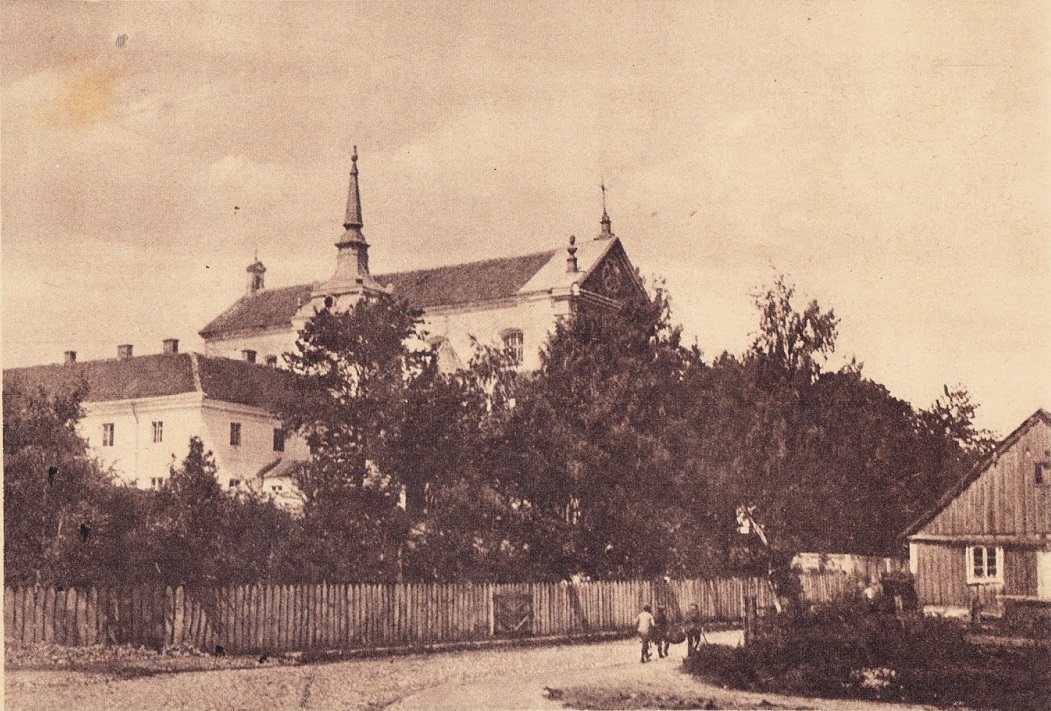
Complexo piarista, (1697–1711) — lado sudoeste da igreja (foto: 1918)

Por volta de 1425, a família Szczuk do norte da Mazóvia se estabeleceu no Wissa. Pelo privilégio de 16 de outubro de 1436, o príncipe Władysław I de Płock novamente concedeu e vendeu 55 włók de terra para Falisław e Marcin Szczuk em ambos os lados do rio Wissa. A aldeia de Szczuki Lituânia foi fundada nestas terras. A vila passou para as mãos de Jan Ławski em 1651. Em 1683, a terra foi comprada por Stanisław Antoni Szczuka, secretário e diplomata de confiança do rei João III Sobieski. O nobre reuniu outras terras nesta área. Nos anos 1689–1691, começou a primeira etapa da construção da cidade de Szczuczyn. A data 9 de novembro de 1692 é considerada a fundação da cidade. Após o grande incêndio de 1699, a cidade foi reconstruída por S. A. Szczuka. João III Sobieski concedeu a Szczuczyn os direitos municipais de Magdeburgo. Ele foi o fundador da igreja barroca, colégio e complexo do mosteiro como uma oferta votiva de gratidão pela vitória vienense. Em 1700 iniciou aqui a sua atividade um colégio piarista. Em 1721, após a morte de S. A. Szczuka, uma escola para meninas foi fundada em Szczuczyn. A faculdade em Szczuczyn foi concluída por estudiosos ilustres: Jakub Falkowski, Antoni Libra, Jakub Libra, Teodor Libra e Bronisław Trentowski. Józef Andrzej Załuski estudou aqui. O primeiro instituto para surdos na Polônia funcionou aqui, transferido para Varsóvia em 1816. No século XIX, o desenvolvimento de Szczuczyn foi influenciado pela construção de uma nova estrada de Varsóvia a Kaunas, que contornava a vizinha Wąsosz.
Em 1858 foi construído um hospital sob a invocação de Santo Estanislau.
Durante séculos, havia uma próspera, rica e numerosa comunidade judaica em Szczuczyn. Conforme os dados de 1921, havia 2 506 judeus em Szczuczyn, que constituíam 56% da população da cidade. Com a eclosão da Segunda Guerra Mundial, o shtetl Szczuczyn contava com aproximadamente 3 mil pessoas.
Em 1954, a aldeia de Barany foi incorporada a Szczuczyn.

### Pogrom
Pouco depois da entrada dos alemães em junho de 1941, Mieczysław Kosmowski, um morador da cidade cooperando com a Gestapo, com seus irmãos e o ferreiro local Stanisław Peniuk — o prefeito nomeado pelo ocupante alemão — reuniu um grupo de poloneses que em 27 e 28 de junho atacou judeus em quatro locais diferentes em Szczuczyn, assassinando 300–400 pessoas.

### Crimes de guerra
Os crimes contra onze (e segundo outras fontes — doze) jovens judias do gueto de Szczuczyn foram cometidos pelo governante Duda em Szczuczyn em agosto de 1941. As mulheres eram empregadas no trabalho de campo. Elas foram espancadas com foices, enxadas e cassetetes, uma delas foi estuprada antes de ser assassinada, e depois todos os corpos foram enterrados em duas valas comuns. Os perpetradores eram homens de Szczuczyn e arredores. Dos seis autores, três deles (Dominik Gąsiewski, Kazimierz Danowski e Jan Marczykowski) participaram anteriormente do assassinato em Bzury. Eles agiram por motivos racistas e um desejo de roubar as roupas dos assassinados.

## Demografia

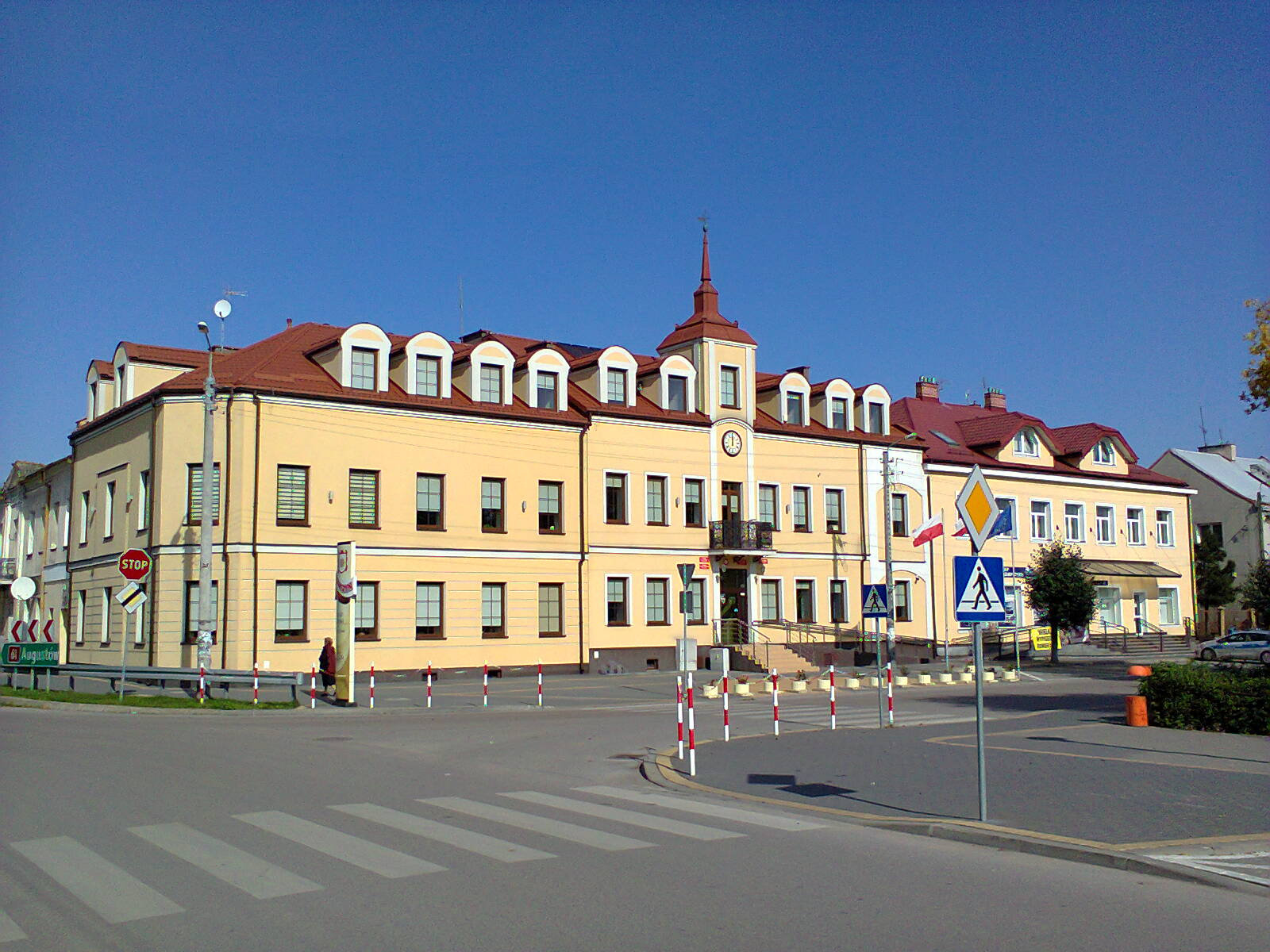
Prefeitura em Szczuczyn

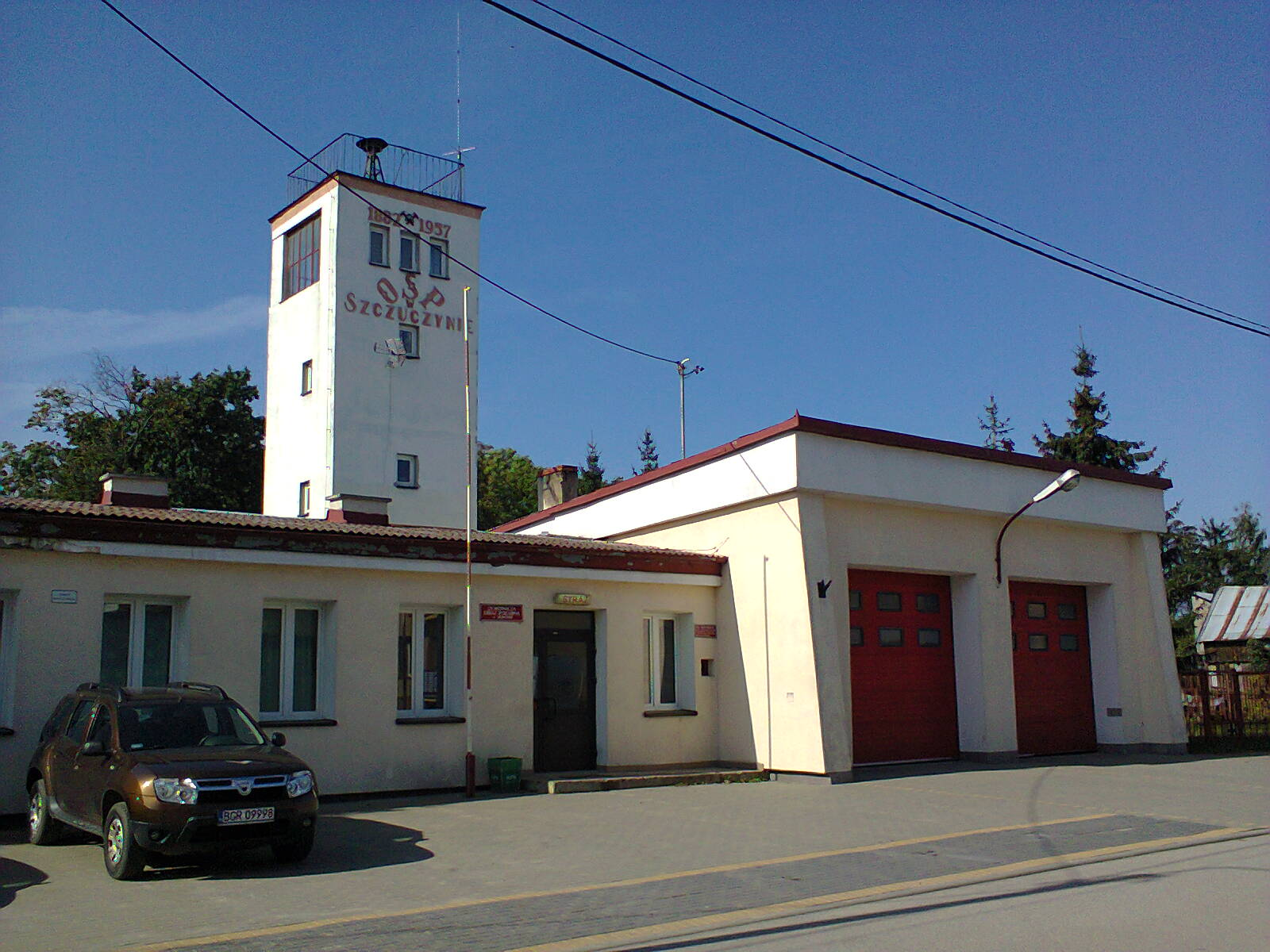
Corpo de bombeiros e torre de observação em Szczuczyn

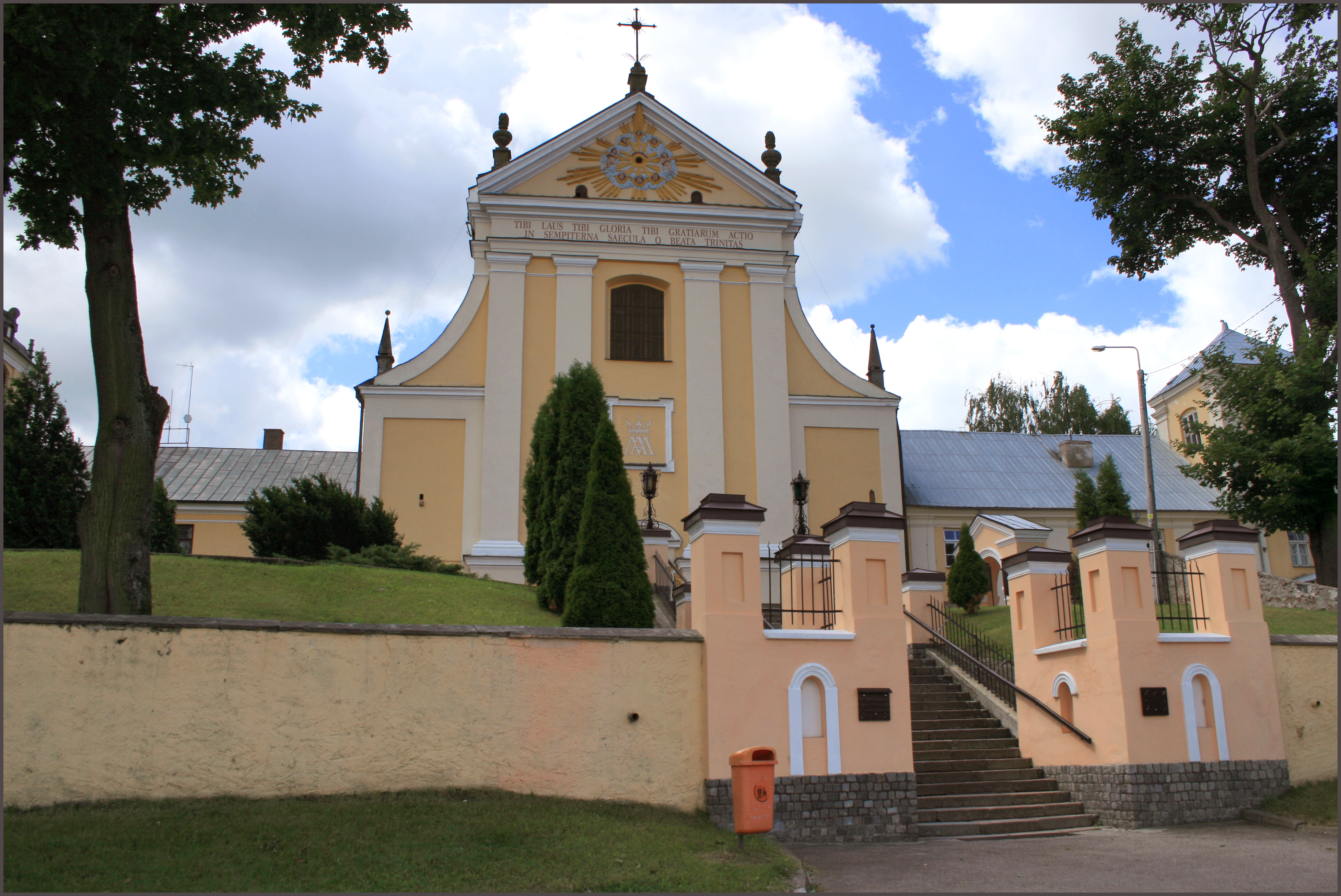
Igreja piarista em Szczuczyn

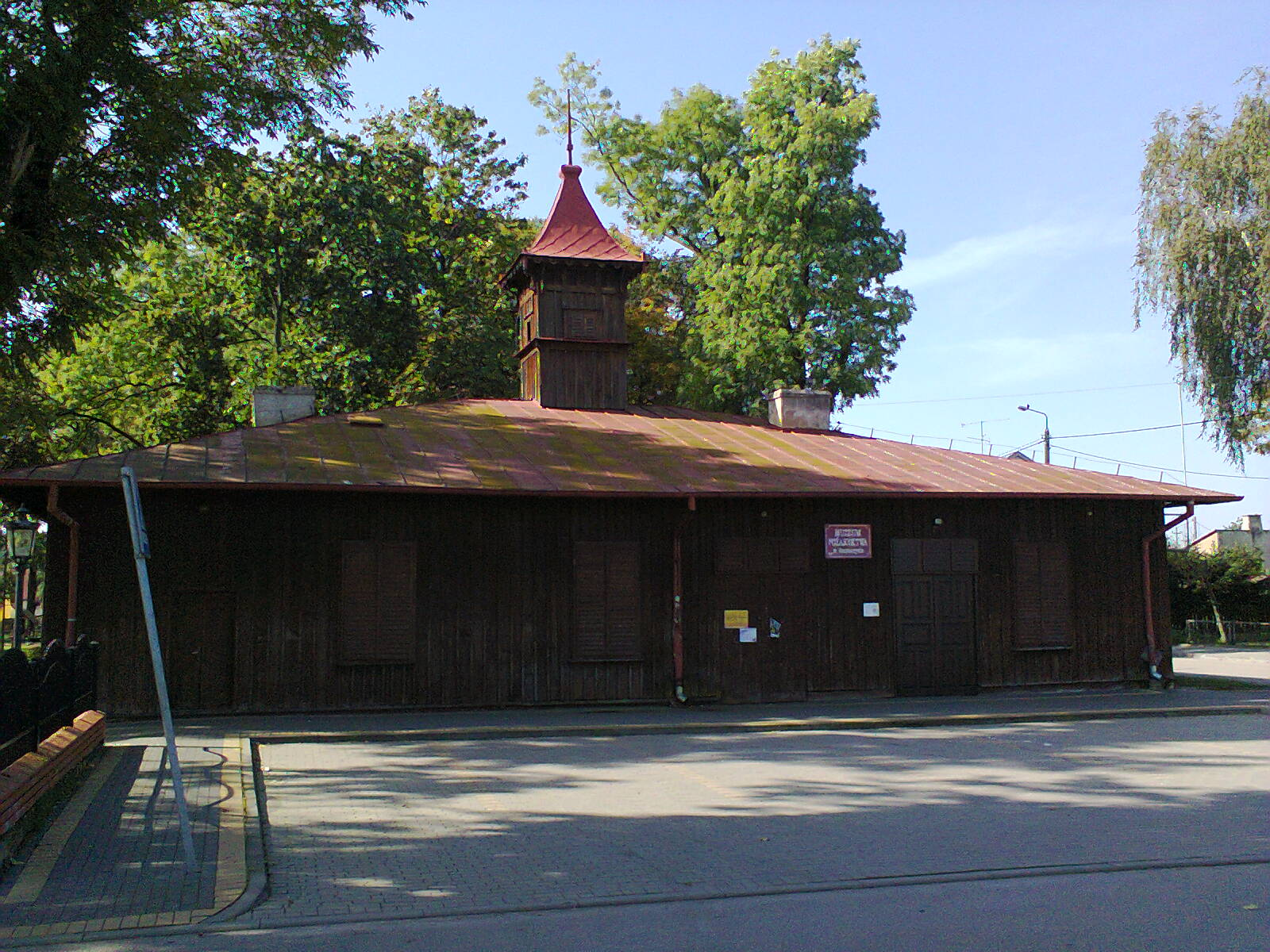
Museu de Combate a Incêndios em Szczuczyn

Conforme os dados do Escritório Central de Estatística da Polônia (GUS) de 31 de dezembro de 2024, Szczuczyn é uma cidade muito pequena com uma população de 3 123 habitantes (23.º lugar na voivodia da Podláquia e 719.º na Polônia), tem uma área de 13,2 km² (29.º lugar na voivodia da Podláquia e 494.º lugar na Polônia) e uma densidade populacional de 236 hab./km² (27.º lugar na voivodia da Podláquia e 817.º lugar na Polônia). Nos anos 2002–2024, o número de habitantes diminuiu 13,8%.
Os habitantes de Szczuczyn constituem cerca de 7,10% da população do condado de Grajewo, constituindo 0,28% da população da voivodia da Podláquia.
| Descrição                         | Total      | Total    | Mulheres   | Mulheres | Homens     | Homens   |
| --------------------------------- | ---------- | -------- | ---------- | -------- | ---------- | -------- |
| unidade                           | habitantes | %        | habitantes | %        | habitantes | %        |
| população                         | 3 123      | 100      | 1 587      | 50,8     | 1 536      | 49,2     |
| superfície                        | 13,2 km²   | 13,2 km² | 13,2 km²   | 13,2 km² | 13,2 km²   | 13,2 km² |
| densidade populacional (hab./km²) | 236        | 236      | 119,9      | 119,9    | 116,1      | 116,1    |

## Monumentos históricos
Preservado
- Mosteiro barroco da ordem piarista, construído nos anos 1697–1711 (1743?), projetado por Józef Piola, a construção foi realizada por Józef Fontana. Foi fundado por Stanisław Antoni Szczuka e pelo rei João III Sobieski;[19]
- Igreja paroquial da Bem-Aventurada Virgem Maria de 1701–1711 no estilo barroco. A decoração de estuque do interior foi realizada por Francesco Maino em 1708;
  - Altar com uma pintura da Madona, barroca do século XVI com um vestido de prata enviado pelo Papa Inocêncio XIII;
  - Quadro “A visão de São José de Calasanz”, pintado por Jerzy Siemiginowski-Eleuter, o pintor da corte de João III Sobieski, no altar da nave direita.
  - Crucifixo, barroco do início do século XVII;
- Colégio piarista de 1706 (1708) em estilo barroco para 300 alunos;
- Complexo dos Correios poloneses construído no estilo clássico, em 1863. O complexo inclui:
  - Correio;
  - Estábulo;
  - Cocheira;
- Cidade barroca do final do século XVII;
- Edifício mais antigo de Szczuczyn datado de 1690, a casa térrea dos proprietários da cidade de Szczuków, na rua Plac Tysiąclecia 1, hoje abriga 2 lojas e apartamentos de inquilinos no primeiro andar;
- Casa do judeu “Ozerowicz” de 1853 na rua Kościelna 1 — após incendiada, foi reconstruída e usada pelo Centro de Música (no primeiro andar) e pela Livraria da rua Kościelna e Gumienna. Atualmente, na rua Gumienna (a leste) há uma loja de roupas usadas, no nordeste (esquina da rua Kościelna e rua Gumienna), Livraria, no primeiro andar há um apartamento de inquilino;
- Monumento natural — um bordo de 1918 fica na Praça Tysiąclecia;
- Cemitério judeu.

Não preservado

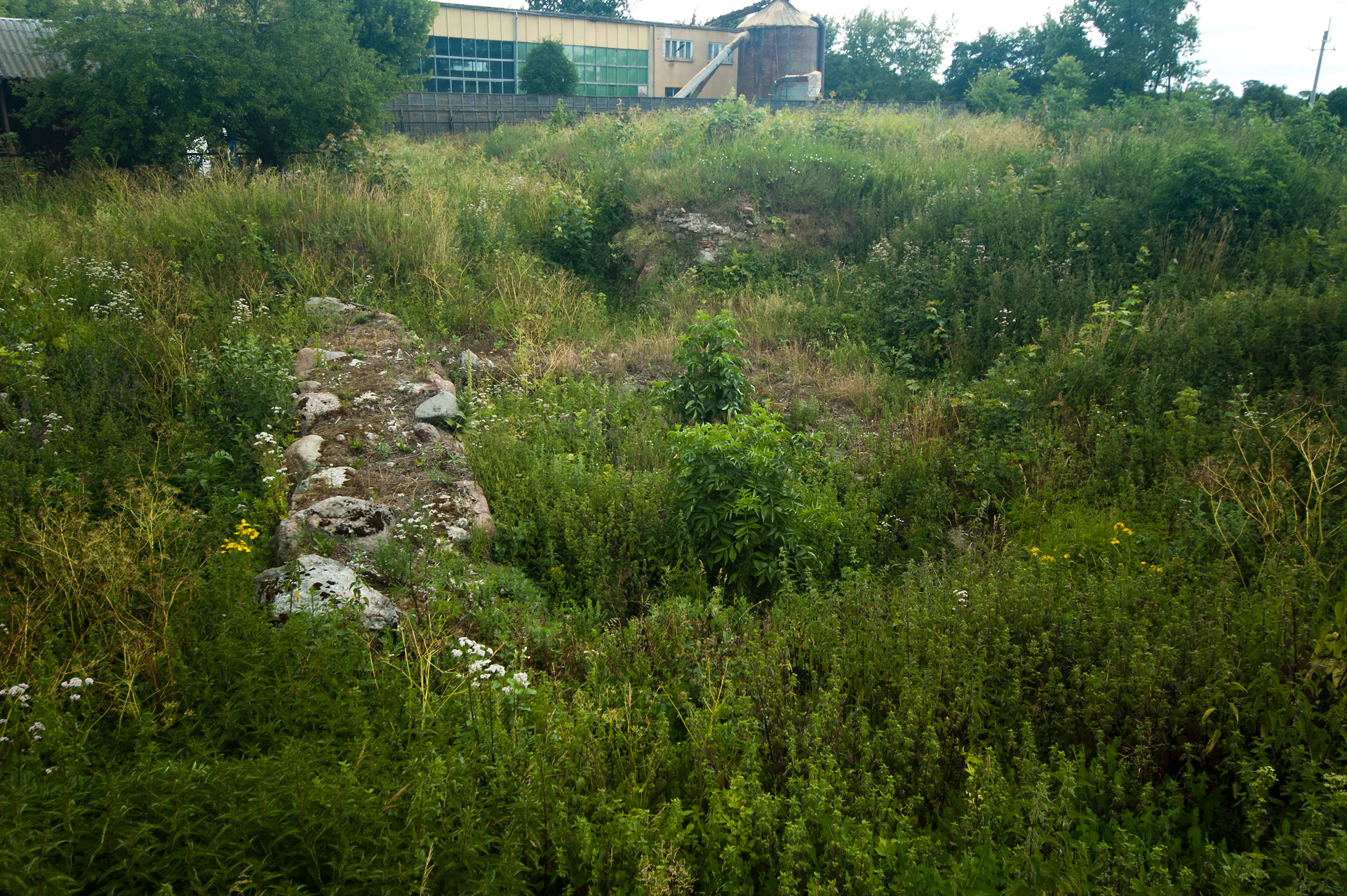
Ruínas do Palácio de Szczuków

- Palácio da família Szczuk em estilo barroco de 1687–1690, projetado por Józef Piol, a construção foi realizada por Józef Fontana. Reconstruído nos anos 1705–1709 em um palácio em planta retangular com duas alcovas de canto. Foi destruído em 1712 (Grande Guerra do Norte). As fundações foram descobertas em 1966–1967 e 1977–1979. Situava-se a leste da rua Kilińskiego e ao norte do rio Księżanki. Residência Szczuków.[20] Atualmente existem planos para expor as ruínas;
- Prefeitura barroca com 12 barracas ficava na Praça do Mercado Velho (hoje Praça Tysiąclecia) desde o início do século XVIII;
- Monumento de tijolo erguido em homenagem a Samuel Szpielowski Neronowicz, o comissário das propriedades de Szczuczyn, de 1710 na rua Szczuki 1; o monumento foi destruído durante a Segunda Guerra Mundial;
- Casa senhorial que albergava uma escola para meninas dirigida pelas Irmãs da Caridade, demolida em 1817;
- Fortificações baluartes que cercam a cidade do século XVIII
- Sinagoga de 1820. Muito rica, a mais bonita das três antigas casas de oração, ficava ao lado do correio. Foi incendiada com duas outras em 21 de setembro de 1939 pelas tropas alemãs em retirada. Restam três postes da cerca.

## Transportes
A cidade tem um anel viário, que faz parte da via expressa S61 Via Báltica e as estradas que saem do anel viário são:
- Estrada nacional n.º 58 na direção de Pisz-Ruciane-Nida-Szczytno-Olsztynek
- Estrada nacional n.º 61 na direção de Augustów-Grajewo-Szczuczyn-Łomża-Ostrołęka-Varsóvia

Não há linha férrea passando por Szczuczyn. A estação ferroviária mais próxima é Grajewo (18 km da cidade). A principal operadora de ônibus da cidade e arredores é a PKS Łomża. Pode-se também encontrar ônibus: PKS Suwałki, PKS Warszawa e PKS Transkom Pisz. Szczuczyn tem conexões diretas de ônibus com Białystok, Łomża, Varsóvia, Grajewo, Ełk, Radziłów, Jedwabne, Suwałki, Augustów, Pisz, Biała Piska, Olecko, Giżycko, Gołdap e outros. No verão, é lançado uma linha adicional para Lublin e Władysławowo via Gdańsk.

## Novas áreas de investimento
Subzona de Szczuczyn na Zona Econômica Especial de Suwałki
- Localização: Szczuczyn, no cruzamento das estradas nacionais 61 (Varsóvia — Ostrów Mazowiecka — Suwałki) e 58 (Pisz — Olsztyn)

- Área: 5 lotes com área total de 12 hectares

## Esportes
- Wissa Szczuczyn — clube de futebol[23]